# Томсен, Кристиан Юргенсен
Кристиан Юргенсен Томсен (дат. Christian Jürgensen Thomsen; 29 декабря 1788 — 21 мая 1865) — датский археолог.
Наиболее известен формальным созданием системы периодизации истории человечества в виде трёх эпох (каменный, бронзовый и железный века), описанной в работе «Путеводитель по северным древностям» (1836). Идея о подобном подразделении предлагалась ещё в XVIII веке, но он формально обосновал её с научной точки зрения, занимаясь классификацией древностей в Национальном музее Дании в Копенгагене, обратив внимание на орудия из камня, более поздние из бронзы, и ещё более поздние из железа, и обосновав, таким образом, периодизацию первобытного общества.